# Kanton Langeais
Der Kanton Langeais ist seit 1790 ein französischer Wahlkreis im Arrondissement Chinon, im Département Indre-et-Loire und in der Region Centre-Val de Loire; sein Hauptort ist Langeais.

## Gemeinden
Der Kanton besteht aus 29 Gemeinden mit insgesamt 35.434 Einwohnern (Stand: 1. Januar 2022) auf einer Gesamtfläche von 785,92 km²:
| Gemeinde                   | Einwohner 1. Januar 2022 | Fläche km² | Dichte Einw./km² | Code INSEE | Postleitzahl |
| -------------------------- | ------------------------ | ---------- | ---------------- | ---------- | ------------ |
| Ambillou                   | 1.748                    | 48,85      | 36               | 37002      | 37340        |
| Avrillé-les-Ponceaux       | 475                      | 32,80      | 14               | 37013      | 37340        |
| Benais                     | 948                      | 20,08      | 47               | 37024      | 37140        |
| Bourgueil                  | 3.648                    | 32,95      | 111              | 37031      | 37140        |
| Braye-sur-Maulne           | 201                      | 11,84      | 17               | 37036      | 37330        |
| Brèches                    | 222                      | 11,63      | 19               | 37037      | 37330        |
| Channay-sur-Lathan         | 809                      | 28,71      | 28               | 37055      | 37330        |
| Château-la-Vallière        | 1.734                    | 21,94      | 79               | 37062      | 37330        |
| Chouzé-sur-Loire           | 2.150                    | 28,04      | 77               | 37074      | 37140        |
| Cinq-Mars-la-Pile          | 3.943                    | 20,11      | 196              | 37077      | 37130        |
| Cléré-les-Pins             | 1.398                    | 35,62      | 39               | 37081      | 37340        |
| Continvoir                 | 467                      | 41,19      | 11               | 37082      | 37340        |
| Coteaux-sur-Loire          | 1.872                    | 44,15      | 42               | 37232      | 37130, 37140 |
| Couesmes                   | 556                      | 19,12      | 29               | 37084      | 37330        |
| Courcelles-de-Touraine     | 480                      | 25,71      | 19               | 37086      | 37330        |
| Gizeux                     | 377                      | 21,06      | 18               | 37112      | 37340        |
| Hommes                     | 867                      | 29,59      | 29               | 37117      | 37340        |
| La Chapelle-sur-Loire      | 1.472                    | 19,17      | 77               | 37058      | 37140        |
| Langeais                   | 4.370                    | 64,55      | 68               | 37123      | 37130        |
| Lublé                      | 140                      | 12,60      | 11               | 37137      | 37330        |
| Marcilly-sur-Maulne        | 216                      | 14,60      | 15               | 37146      | 37330        |
| Mazières-de-Touraine       | 1.463                    | 34,18      | 43               | 37150      | 37130        |
| Restigné                   | 1.121                    | 21,31      | 53               | 37193      | 37140        |
| Rillé                      | 314                      | 23,96      | 13               | 37198      | 37340        |
| Saint-Laurent-de-Lin       | 344                      | 13,86      | 25               | 37223      | 37340        |
| Saint-Nicolas-de-Bourgueil | 1.118                    | 36,45      | 31               | 37228      | 37140        |
| Savigné-sur-Lathan         | 1.314                    | 17,61      | 75               | 37241      | 37340        |
| Souvigné                   | 932                      | 24,41      | 38               | 37251      | 37330        |
| Villiers-au-Bouin          | 735                      | 29,83      | 25               | 37279      | 37330        |
| Kanton Langeais            | 35.434                   | 785,92     | 45               | 3708       | –            |

Bis zur landesweiten Neuordnung der französischen Kantone im März 2015 gehörten zum Kanton Langeais die neun Gemeinden Avrillé-les-Ponceaux, Cinq-Mars-la-Pile, Cléré-les-Pins, Ingrandes-de-Touraine, Langeais, Les Essards, Mazières-de-Touraine, Saint-Michel-sur-Loire und Saint-Patrice. Sein Zuschnitt entsprach einer Fläche von 231 km2. Er besaß vor 2015 den INSEE-Code 3711.

## Veränderungen im Gemeindebestand seit 2017
- Fusion Ingrandes-de-Touraine, Saint-Michel-sur-Loire und Saint-Patrice → Coteaux-sur-Loire
- Fusion Langeais und Les Essards → Langeais